# Apamea borealis
Apamea borealis är en fjärilsart som beskrevs av Curtis 1829. Apamea borealis ingår i släktet Apamea och familjen nattflyn. Inga underarter finns listade i Catalogue of Life.